# Ибряйкино
Ибряйкино — посёлок в Челно-Вершинском районе Самарской области в составе сельского поселения Краснояриха.

## География
Находится на расстоянии примерно 20 километров по прямой на юго-запад от районного центра села Челно-Вершины.

## История
Поселок был основан в 1921 году переселенцами из деревень Татарской АССР.

## Население
Постоянное население составляло 17 человек (татары 100%) в 2002 году, 18 в 2010 году.